# D-dimer

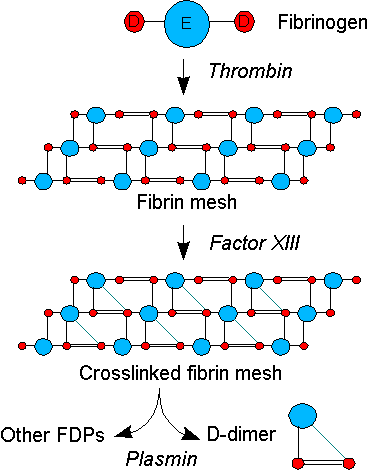
Vznik D-dimerů

D-dimer je fragment proteinu, který vzniká, když enzym plazmin odbourává fibrinovou sraženinu stabilizovanou příčnými vazbami (vytvořenými působením faktoru XIII). Tento proces se nazývá fibrinolýza a opakovaným působením plazminu se vysokomolekulární polymery fibrinu štěpí na fibrinové fragmenty různé velikosti (fibrin degradační produkty). Konečný produkt odbourávání, D-dimer je složen z jedné proteinové podjednotky E a ze dvou D podjednotek spojených příčnou vazbou (plazmin neštěpí tyto příčné vazby). Právě kvůli obsahu dvou D podjednotek se označuje produkt jako D-dimer.
Vyšetření koncentrace D-dimerů je laboratorní koagulační test, který se používá pro zjištění a monitorování hyperkoagulačních stavů (nadměrné krevní srážení). Velmi častým stavem je hluboká žilní trombóza, při které se vytváří krevní sraženina v hlubokých žilách těla, nejčastěji v dolních končetinách. Krevní sraženina zde může narůstat a blokovat průtok krve - postižené místo je oteklé a bolestivé. Část sraženiny se může odtrhnout a odplavit do jiné části těla. Často se zachytí jako vmetek (embolus) v plicích, kde ucpe cévu a vyvolá plicní embolii.. Po vytvoření sraženiny vždy následuje aktivace procesu jejího odbourávání (fibrinolýza) a dochází k uvolňování D-dimerů do krevního oběhu.

## Princip testu
Koncentrace D-dimerů se nejčastěji vyšetřuje v krevní plazmě. Žilní krev se odebere do zkumavky obsahující citrát (3,8% citrát sodný, poměr citrátu a krve - 1:9), který zabrání srážení, protože váže vápník z odebrané krve. Nesrážlivá a dekalcifikovaná krev je poté promíchána, centrifugována, aby se oddělila vrstva plazmy, ze které se provede vyšetření. Poměr citrátu a krve by měl být vždy dodržen, aby naměřené výsledky byly přesné. Citrátová plazma se vyšetřuje pomocí kvantitativní latexaglutinační metody. Analyzátor pipetuje do kyvety vzorek plazmy a k němu pak přidá latexovou reagencii (na latexových částicích je navázána monoklonální protilátka, která váže D-dimery za vzniku imunokomplexů). Pokud imunokomplexy vzniknou, zesílí se zákal směsi v kyvetě a zeslabí se tak intenzita světla procházejícího kyvetou (turbidimetrie). Na základě zeslabení procházejícího světla analyzátor z kalibrační křivky odečte koncentraci D-dimerů.
Použitá monoklonální protilátka rozpoznává epitop na D podjednotce D-dimeru. Tento epitop (vazebné místo) je pouze na D podjednotce, jejíž prostorové uspořádání je změněno vytvořením příčné vazby. Proto monoklonální protilátka nereaguje s degradačními produkty fibrinogenu ani s fibrinovými fragmenty, kde nedošlo k příčnému spojení dvou D podjednotek.
Pro stanovení D-dimerů byla vyvinuta řada vyšetřovacích souprav - každá s jinou monoklonální protilátkou. Ve studiích prováděných s částečně nebo s plně rozloženými fibrinovými sraženinami bylo zjištěno, že protilátky reagují jinak s vysoko- a nízkomolekulárními fragmenty fibrinu. Kalibrátory těchto souprav by proto měly obsahovat D-dimery ve fragmentech s různou velikostí, aby se tak napodobilo složení analyzovaných vzorků lidské plazmy.

## Jednotky
Koncentrace D-dimerů se udává v DDU jednotkách (z anglického D-dimer units, D-dimer jednotky) ng/ml DDU nebo mg/L DDU, označení DDU se obvykle vynechává). Nebo se používají FEU jednotky (fibrinogen ekvivalentní jednotky, ng/ml FEU nebo mg/L FEU, označení FEU se musí uvádět).
Použití jednotek závisí na druhu diagnostické soupravy.
Přepočet jednotek:	1 mg/L DDU = 2 mg/L FEU

## Hodnocení výsledků
Výsledek testu se považuje za negativní, pokud je koncentrace D-dimerů nižší než 0,25 mg/L nebo 0,5 mg/L FEU.
Tyto hraniční hodnoty může doporučit výrobce testu nebo si je mírně upraví sama laboratoř podle místních podmínek.
Negativní výsledek vyšetření D-dimerů (koncentrace nižší nebo rovna hraniční hodnotě) prakticky vylučuje hlubokou žilní trombózu a plicní embolii. Negativní výsledek znamená, že v těle se ve zvýšené míře nevytváří a neodbourávají krevní sraženiny.
Naopak pozitivní výsledek už není pro trombózu tak specifický a vyšetření D-dimerů pak jen přispívá k potvrzení diagnózy těchto onemocnění. Pozitivní výsledek znamená, že se vytvořily významné fibrinové sraženiny a ty se nyní odbourávají. Už ale není jasné, kde se vytvořily a co bylo příčinou. Důvody vedoucí ke zvýšení koncentrace D-dimerů jsou např.: nedávný chirurgický zákrok, těhotenství, jaterní onemocnění, vysoká koncentrace reumatoidního faktoru (revmatoidní artritida), zánět, nádorové onemocnění, trauma, vyšší věk.
Zvýšené/vysoké koncentrace D-dimerů jsou zjištěny i při akutním infarktu myokardu, nestabilní angině pectoris a u diseminované intravaskulární koagulace (DIC). V případě DIC se D-dimery vyšetřují společně s protrombinovým časem, aPTT, koncentrací fibrinogenu, počtem trombocytů a vyšetření se pravidelně opakuje pro zjištění vývoje a úspěšnosti léčby onemocnění.

## Hodnotící systémy
Existuje řada hodnotících systémů pro určení pravděpodobnosti výskytu hluboké žilní trombózy nebo plicní embolie; nejlepší z nich uvedl Wells a kol. (2003).
Pokud je pravděpodobnost vysoká, vyšetření D-dimerů nemá velký význam, a antikoagulační léčba se zahajuje bez ohledu na výsledky testu. Může se provést další testování na hlubokou žilní trombózu a plicní embolii.
Pokud je pravděpodobnost mírná nebo nízká:
Negativní výsledek testu na D-dimery prakticky vylučuje trombózu (při použití dostupných testů na D-dimery je tím pravděpodobnost tromboembolického onemocnění snížena na 1%).
Pokud je naopak koncentrace D-dimerů vysoká, musí následovat další vyšetření (ultrazvukové vyšetření cév v nohách, plicní scintigrafie nebo CT vyšetření), aby se potvrdila přítomnost trombu.

## Vlastnosti testu
Senzitivita: 93% pro trombózu
(ze 100 pacientů s trombózou mělo 93 pacientů D-dimer zvýšený a 7 pacientů v normě)
Specifita: 25% pro trombózu
(ze 100 pacientů, kteří neměli trombózu, mělo 25 pacientů D-dimer v normě, ostatní ho měli z různých jiných důvodů zvýšený)
Negativní prediktivní hodnota: 	99,5% pro plicní embolii
(Pouze 0,5% pacientů s D-dimerem pod 0,5 mg/l mělo navzdory tomu plicní embolii.)

Falešně pozitivní výsledek D-dimerů může být způsoben: nedávný chirurgický zákrok, těhotenství, jaterní onemocnění, revmatoidní artritida, zánět, nádorové onemocnění, trauma, vyšší věk
Falešně negativní výsledek může být způsoben odběrem vzorku příliš brzy po vytvoření trombu nebo pokud testování není provedeno do stanovené doby po odběru. Dále může být příčinou podání antikoagulancií, která brání narůstání trombu.

## Historie
D-dimery byly poprvé popsány v 70. letech a prakticky byly využity v diagnostice od 90. let 20. století.